# 1189 en santé et médecine
| Années de la santé et de la médecine : 1186 - 1187 - 1188 - 1189 - 1190 - 1191 - 1192    |
| Décennies de la santé et de la médecine : 1150 - 1160 - 1170 - 1180 - 1190 - 1200 - 1210 |

Cet article présente les faits marquants de l'année 1189 en santé et médecine.

## Fondations
- Frédéric Barberousse fonde à Haguenau, en Alsace, et consacre à la Vierge et à saint Nicolas, un premier hôpital qui deviendra prieuré de prémontrés puis, en 1328, grand hôpital Saint-Martin[1].
- Fondation à Dijon en Bourgogne d'une maison-Dieu dite « Hôpital-aux-Riches » du nom de ses fondateurs, Dominique Le Riche et son frère, et conçue « principalement pour recevoir les pauvres passants et les pèlerins[2],[3] ».
- Entre Laneuville et Saint-Nicolas, près de Nancy, première mention, dans une donation de Thiéry des Rapins, de la léproserie de La Madeleine, « seule maladrerie dont on puisse constater l'existence [au XIIe siècle] d'une manière certaine  dans la partie de la Lorraine qui dépendait du diocèse de Toul[4] ».
- L'abbaye de Pontfrault est mentionnée pour la première fois comme léproserie dans un acte de donation d'Arnoul, abbé de Ferrières[5],[6].

## Personnalités
- Fl. Guy, filius abbonis [« fils d'Abbon »], médecin d'Arbois en Franche-Comté[7].
- Fl. Jean de Beauvais, médecin et moine de Breteuil, dans le Santerre[7].
- 1146-1189 : fl. Raoul, « physicien, chanoine de Notre-Dame de Montréal-en-Auxois[8] ».